# Caligramă

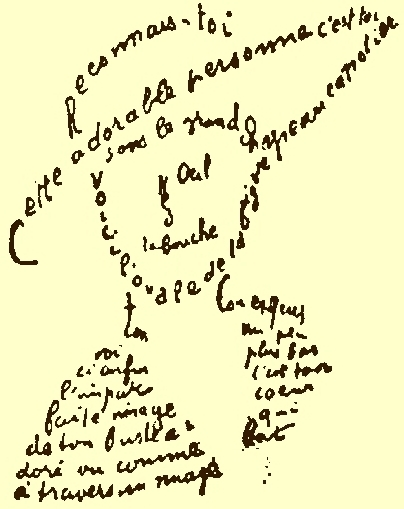
Caligramă de Guillaume Apollinaire

Caligramă este un poem în care dispoziția grafică în pagină formează un desen care are o legătură cu subiectul textului. Acest gen a atins apogeul prin poetul francez Guillaume Apollinaire, cel ce i-a dat și numele. Volumul său, apărut în 1918, se numea Calligrammes. Caligrama este o specie de sincretism picto-poetic, unde „întregul“ produs artistic („text-pictura“) evidențiază că mesajul versului se reia din ordinea verbală, între anumite limite, cu ajutorul codului plastic. 
După Dicționarul explicativ al limbii române, caligrama este un mod special de dispunere a versurilor care are ca scop reprezentarea grafică a simbolurilor sau sugestiilor dintr-o poezie.
Caligrama poate fi un poem, o frază, o porțiune din Sfânta Scriptură sau un singur cuvânt, iar aranjarea vizuală se poate baza pe o anumită utilizare de fonturi, a caligrafiei sau a scrisului de mână, de exemplu pe linii de text neparalele și curbe sau în paragrafe formate. 

## Etimologie
Cuvântul este derivat din limba greacă, cali- venind de la termenul grecesc kallos, care înseamnă frumos  iar gramma însemnând scriere, inscripție.

## Utilizări
Într-o caligramă se corelează un cod poetic / verbal cu un cod plastic / nonverbal; imaginea plastică are calitatea de a fi „universal-accesibilă“, în vreme ce „imaginea poetică“ stă deschisă numai pentru cel ce cunoaște codul verbal, limba respectivă.

## Exemple
După cum se știe și din unele manuale școlare de Literatură și limbă română, cele mai vechi caligrame aparțin lui Iordache Golescu; în cea care poartă titlul Rugăciunea către oul cel dă Pașt, este vorba despre un desen al autorului, un ovoid, sugerând un ou „roșu“, în care este dispus textul: 
Ou
roșu
și frumos da-ne nouă
în veselie
de Paște ne-aduce
c-o dragoste dulce
cu bucurie
dă-ne nouă
cel frumos
roșu
ou
În caligrama cu titlul «Porunca toporului», I. Golescu desenează un topor cu două tăișuri, poziția: înfipt în butuc; pe lama-muche-rozetă este dispusă „în trei semicercuri“ strofa: "Cea mai bună, cea mai tare / Unealtă spre lucrare / Este acest topor"; pe coada toporului stă rândul-ax: "Cu care șî verzi, șî uscate, la pământ dobor"; pe lama ca de bardă-i tristihul: "Dă ești tare-n mână / nu-l lăsa din mână nici / într-o zi din săptămână".
În literatura universală, celebre sunt caligramele poetului francez, Guillaume Apollinaire, unde se renunță la linia de contur a obiectului-formă (în care se toarnă conținutul-text), linia / liniile desenului fiind realizate chiar din rândurile / versurile textului dispuse lizibil, în formă de cal, de ochelari etc. (supra). 
Pentru caligramă sinestezică din literatura română, Lied, reverberând ritmuri din «Simfonia 40 în Sol minor» de Wolfgang Amadeus Mozart și având text bilingv (în română și în franceză), cu „desen: lebede-pe-valuri“, din versuri, a fost realizată de poetul I. P. Tatomirescu. 
```
                         c   i
                     i          o
               ....n             d
                                a
                              t’
                           n-
                      a
                 m
             d 
           a 
           n 
            s  
              a   
                t cu o lebădă – / n-ar fi fost prea t$rziu templul meu;cu un nufăr sub ochi, mi-o văd searbădă, / dar mă tem a nu fi cumva zeu: niciodat' n-am dansat cu o lebădă...
```

```
                       m   a
                   a           i
             ....J             s
                              j
                            e
                         n'
                     a
                 i
             d 
            a 
            n 
              s  
                 é  
                   avec un cigne – / mon temple n'aurait été trop tard;avec un lis sous les yeux le le vois fade, / mais j'ai peur de n'être pas un Dieu: jamais je n'ai dansé avec un cigne...
```